# Smrek (Beskid Morawsko-Śląski)

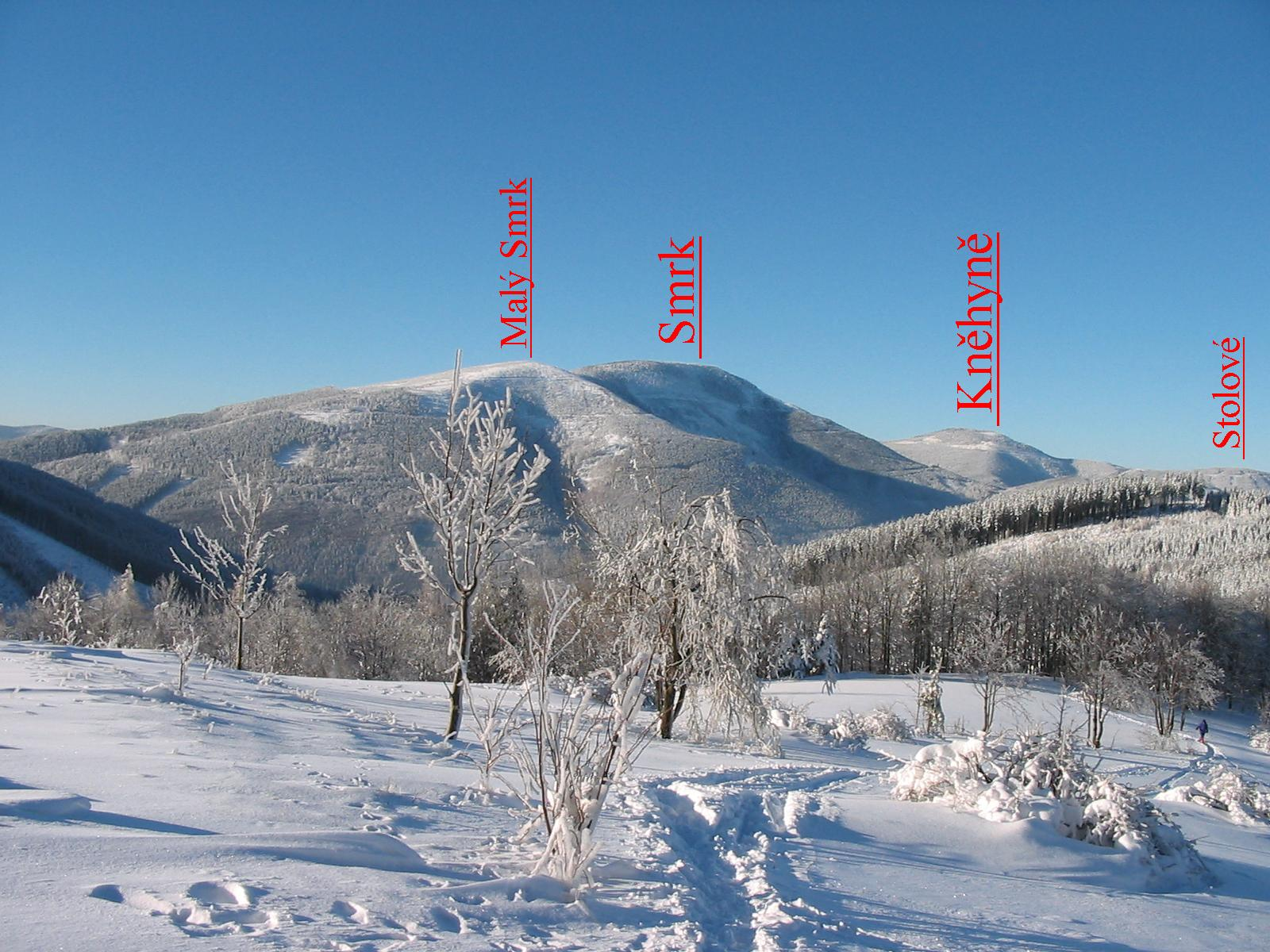
Masyw Smreku zimą – widok z Butořanky, na zboczu Łysej Góry

Smrek (Velký Smrk, Smrk; 1276 m n.p.m.; dawn. niem. Großficht z kotą 1282 m) – szczyt w Beskidzie Morawsko-Śląskim w Czechach. Położony jest między miejscowościami Ostravice i Čeladná – geograficznie znajduje się na Morawach.
W jego masywie można wyróżnić kilka innych szczytów – Malý Smrček (711 m n.p.m.), Smrček (858 m n.p.m.) i Malý Smrk (1174 m n.p.m.). Na górze nie wybudowano żadnego obiektu dla turystów, znajduje się za to książka pamiątkowa. Ze szczytu rozciąga się widok na Beskid Morawsko-Śląskii (przede wszystkim niedaleką Łysą Górę, Śląsk czeski oraz północną część Moraw).
Smrek jest atrakcyjny pod względem przyrodniczym – na jego zboczu znajdują się wodospady Bučací (Bučací vodopády) – jedne z największych kaskadowych wodospadów w tej części Karpat. Dwa główne mierzą wspólnie 10 metrów, a całkowita długość tych wodospadów wynosi 40 metrów. W szczycie i w pobliżu utworzono rezerwat przyrody Smrk o powierzchni 160 ha w celu ochrony lasu świerkowego oraz jodłowo-bukowego. W masywie istnieją jeszcze trzy inne, mniejsze rezerwaty: Rezerwat przyrody Bučací potok (na zboczach północnych, obejmuje wodospady), Rezerwat przyrody Malý Smrk (na zboczach wschodnich, w dwóch częściach) i rezerwat przyrody Studenčany (na zboczach południowo-wschodnich, złożony z trzech odrębnych części).
W okresie „normalizacji” na grzbiecie Smreka, tuż na wschód od szczytu, stanął pomnik studenta Jana Palacha, a w latach 80. XX w. Johna Lennona – powstało miejsce spotkań dysydentów z tego regionu. W 2004 r. powstał kolejny pomnik – trenera hokejowego Ivana Hlinki.
25 stycznia 2006 r. ze Smreku zeszła lawina śnieżna – jej ofiarą stał się narciarz. Była to pierwsza lawina w tej części Beskidów (i w całych czeskich Beskidach), która pociągnęła za sobą śmierć człowieka.
Piesze szlaki turystyczne na szczyt:
- – z Łysej Góry przez Ostrawicę – 14 km.
- – z miejscowości Czeladna – 5,2 km.
- – z miejscowości Horní Bečva przez Podolanky – 10,5 km.
- – z Łysej Góry przez zbiornik wodny Šance i Malý Smrk (a właściwie Siodło pod Smrekiem – Smrk sedlo) – 12,5 km.